# Joachim Ditzen-Blanke
Joachim Ditzen-Blanke (* 13. Dezember 1925 in Bremen; † 29. August 2019 in Bremerhaven) war ein deutscher Jurist und Zeitungsverleger.

## Leben
Joachim Blanke wurde 1925 als Sohn eines Richters geboren und später von dem Verleger Kurt Ditzen adoptiert. Nach seinem Jura- und Volkswirtschaft-Studium in Würzburg und Kiel (1947–1950), das er mit der Promotion (Die Entwicklung der bremischen Justiz und ihrer Kontrolle der Verwaltung im 19. Jahrhundert. Zugleich eine Untersuchung über die Grundlage d. § 15 d. brem. Verfassg v. 1854) abschloss, wirkte er ab 1954 in Bremen am Landgericht und Oberlandesgericht als Rechtsanwalt.
Er saß von 1961 bis 1963 im Stadtrat von Remscheid, zugleich diente er von 1962 bis 1963 als Sozialrichter am Sozialgericht in Düsseldorf und anschließend von 1963 bis 1964 als Finanzrichter in Düsseldorf.
1965 kam er als Nachfolger von Ditzen nach Bremerhaven und arbeitete in Ditzens Zeitungsverlag mit. Der Umzug bedingte die Niederlegung des Vorsitzes im Berufsförderungsverband des Bergischen Einzelhandels e. V. Ab 1970 war er Verleger der Bremerhavener Nordsee-Zeitung. Sein Sohn Tom Ditzen-Blanke (1962–2016) wirkte gleichfalls bei Ditzen. 1997 übernahm seine Frau Roswitha Ditzen-Blanke, geb. Jung (1951–2012) die Verlagsleitung und auf deren Tod folgte beider Adoptivsohn Matthias Ditzen-Blanke.
Ditzen-Blanke war von 1979 bis 1989 in Bremerhaven auch Präsident der Industrie- und Handelskammer. Zu einem Gutteil seiner Initiative und seinem Engagement ist die Einrichtung des Deutschen Auswandererhauses (2005) zu verdanken.

## Auszeichnung
- 2000 Verdienstmedaille der Stadt Bremerhaven